# Ján Petrovič
Ján Petrovič (17. června 1893 Švajnsbach – 16. května 1962 Ilava) byl slovenský a československý politik, meziválečný poslanec Revolučního národního shromáždění a Národního shromáždění za Republikánskou stranu zemědělského a malorolnického lidu (agrárníky).

## Biografie
V březnu 1920 nastoupil jako poslanec do Revolučního národního shromáždění Republiky československé za slovenskou reprezentaci (slovenští poslanci Revolučního národního shromáždění ještě nebyli organizováni podle stranických klubů).
V parlamentních volbách v roce 1925 získal poslanecké křeslo v Národním shromáždění. Mandát obhájil v parlamentních volbách v roce 1929 a parlamentních volbách v roce 1935 (nastoupil ovšem až v prosinci 1935 jako náhradník poté, co rezignoval poslanec Juraj Slávik). Poslanecký post si oficiálně podržel do zrušení parlamentu 1939. Profesí byl dle údajů z roku 1935 místopředsedou Slovenské domoviny. Bydlel v Bratislavě.
Po Mnichovu se v říjnu 1938 podílel za slovenské agrárníky na dojednávání Žilinské dohody coby společné platformy slovenských stran ve prospěch autonomie a byl jedním ze signatářů její finální verze. V prosinci 1938 pak přestoupil v Národním shromáždění do společného poslaneckého klubu formace Hlinkova slovenská ľudová strana - Strana slovenskej národnej jednoty, kterou utvořily všechny slovenské nesocialistické strany a která byla dominována prvorepublikovou Hlinkovou ľudovou stranu. V prosinci 1938 byl rovněž zvolen za HSĽS-SSNJ ve volbách do Sněmu Slovenskej krajiny.
Ve slovenském sněmu působil i za slovenského státu. Na přelomu let 1939 a 1940 se například zapojil do debat okolo nového zákona o zaměstnávání cizinců. V rozpravě otevřeně prohlásil, že cílem zákona je vyloučení přebytečných českých pracovních sil ze slovenského trhu.